# Museu Cristão de Amakusa
O Museu Cristão de Amakusa (天草市立天草キリシタン館, Amakusa shiritsu Amakusa kirishitankan) é um museu religioso situado na cidade de Amakusa, na prefeitura de Kumamoto, no Japão. Foi fundado em 1966.